# Portal.fo
Portal.fo är Färöarnas största webbplats och internetportal. 
Nyheterna på portal.fo kommer ifrån tidningen Sosialurin medan resten av utbudet kommer ifrån Føroya Tele. På portal.fo finns de viktigaste nyheterna ifrån världen, inrikesnyheter, sportnyheter och musiknyheter. Det finns även direktsänd radio ifrån Útvarp Føroya, en telefonkatalog över abonnenter på Färöarna, webbkameror över landet och en e-posttjänst.